# ريان أرنولد
ريان أرنولد هو متزلج فني كندي، ولد في 18 سبتمبر 1984 في هانتسفيل في كندا.

## وصلات خارجية
- ريان أرنولد على موقع الاتحاد الدولي للتزلج (الإنجليزية)
- ريان أرنولد على موقع الاتحاد الدولي للتزلج (الإنجليزية)
- ريان أرنولد على موقع الاتحاد الدولي للتزلج (الإنجليزية)